# Lijndenia semseii
Lijndenia semseii là một loài thực vật có hoa trong họ Mua. Loài này được (A. Fern. & R. Fern.) Borhidi mô tả khoa học đầu tiên năm 1993.